# Motte von Knockgraffon
Die Motte von Knockgraffon (irisch Cnoc Rafann auch Cnoc Rath Fionn) liegt in New Inn, sechs Kilometer nördlich von Cahir im Süden des County Tipperary in Irland.

## Geschichte
Der etwa 20 m hohe, von Menschenhand errichtete Erdhügel trug auf dem Gipfel einst eine Holzkonstruktion. Diese diente im 12. und 13. Jahrhundert als anglo-normannische Befestigungsanlage. Der Platz wurde vom englischen König zunächst an William de Braose und später an Philip of Worcester abgetreten. Die Motte war von den englischen Besatzern aus Leinster errichtet worden, um ihnen als Stützpunkt für den Eroberungsfeldzug von 1192 zu dienen. Der Überfall sollte auf das von Donal Mór O’Brien (auch Domnall Mór Ua Briain - 1167–1194) regierte Königreich von Thomond, das am Fluss Suir lag, erfolgen.
Knockgraffon diente, bevor Cashel diese Rolle übernahm, als Standort für die Inauguration der Könige von Munster. Es wurde zunächst der Hauptwohnsitz des Anführers des O’Sullivan-Clans. Im Jahre 1192 eroberten die Normannen die Örtlichkeit von den O’Sullivans und errichteten dort eine klassische defensive Motte. Knockgraffon blieb für die nächsten 806 Jahre in normannischem Besitz, bis er durch Gary Brian Sullivan von Statesboro (Georgia) von Donal Keating von Clonmel House zurückgekauft wurde. Um die Wiedererlangung dieses heiligen Ortes zum O’Sullivan-Clan zu würdigen, nannte Sullivan seinen im Jahr 1999 geborenen Sohn Donal O’Sullivan Mor Connor.
Die archäologisch bisher nicht untersuchte Motte ist ein Nationaldenkmal.

## Legende
Hier wohnte der Legende nach im 3. Jahrhundert Fiacha Muillethan (irische Aussprache: [ˈfʲiːəxə mʊɫəɦɐn]), der König von Munster. Er vereitelte den Versuch König Cormac mac Airts, sein Land zu erobern und Hochkönig zu werden: Von diesem Ereignis wird in dem mittelalterlichen Gedicht „Die Belagerung von Knocklong“ berichtet. Es schildert eine Invasion Munsters durch die Männer von Tara unter Cormac mac Airt. Cormac versucht sich seine Feldzüge durch die Anwendung von Magie zu erleichtern und sorgt so dafür, dass alle Gewässer austrocknen. König Fiacha Muillethan bittet daraufhin den blinden Zauberer Mog Ruith um Hilfe, der die Wasser wieder fließen lässt. Fiacha besiegt Cormac bei Knocklong und schenkt Mog Ruith große Ländereien in Cork, das Mag Féne. Die Erzählung spiegelt die historischen Eroberungszüge der irischen Lokalkönige wider und ist wahrscheinlich eine Verbrämung realer Ereignisse.

## Weitere Sehenswürdigkeiten
- Hier liegen auch die Ruine einer mittelalterlichen Kirche des 13. Jahrhunderts und der zugehörige Friedhof.
- Einige hundert Meter entfernt steht ein Turmhaus des 16. Jahrhunderts, das die Butler errichteten.
- Cahir Castle, Moorstown Castle, Rock of Cashel oder der St. Patrick’s Well.[3]